# Galeopsis juanfernandensis
Galeopsis juanfernandensis är en mossdjursart som beskrevs av Moyano 1985. Galeopsis juanfernandensis ingår i släktet Galeopsis och familjen Celleporidae. Inga underarter finns listade i Catalogue of Life.